# Klaus Gumnior
Klaus Gumnior (* 9. August 1942 in Geringswalde) ist ein deutscher Redakteur und Herausgeber.

## Leben
Gumnior stammt aus einer Arbeiterfamilie. Nach Durchlaufen der achtklassigen Schulbildung erlernte er den Beruf eines Elektromonteurs. Während seines Dienstes in der Nationalen Volksarmee legte er eine Sonderabiturprüfung ab und absolvierte anschließend in Karl-Marx-Stadt ein Pädagogikstudium mit Abschluss als Mathematiklehrer. Er arbeitete in den 1970er Jahren an der POS „Kurt Baldauf“ in Altmittweida (Kreis Hainichen) als Staatsbürgerkundelehrer und wechselte darauf folgend als Dozent an die SED-Bezirksparteischule in Mittweida (heute Landratsamt). Gumnior war seit dem 1. Juni 1986 Sekretär für die Gesellschaft für Heimatgeschichte sowie die Gesellschaft für Denkmalpflege innerhalb der Bezirksleitung Karl-Marx-Stadt innerhalb des Kulturbundes der DDR. Innerhalb dieser Kulturarbeit oblag ihm die Betreuung der ehrenamtlichen Redaktionsbeiräte der Erzgebirgischen, der Sächsischen und der Vogtländischen Heimatblätter. Ende 1989 wurde er zum Bezirksgeschäftsführer des Kulturbundes berufen und mit der Aufgabe betraut, bis Ende 1990 alle Geschäftsstellen im Bezirk aufzulösen. Die Überführung des Kulturbundes in einen Verein begleitete er aktiv. Im Landesverband Sachsen des Kulturbundes engagierte er sich als Vizepräsident. Daneben trat er in andere Vereine wie den Gottfried-Semper-Club und den Verein für sächsische Landesgeschichte ein.
Beruflich wechselte er Anfang der 1990er Jahre nach Dresden an das Sächsische Druck- und Verlagshaus Dresden (SDV). Die Sächsischen und die Vogtländischen Heimatblätter betreute er fortan als Redakteur. Nach Umstrukturierungen im SDV infolge des Elbehochwassers 2002 gründete er den Verlag Klaus Gumnior und wurde damit zusätzlich auch Herausgeber und Verleger der beiden Zeitschriften. Daneben verlegte er auch andere Druckerzeugnisse zur sächsischen Landesgeschichte. Die Redaktion der Vogtländischen Heimatblätter hatte er bereits 2005 in die Hände von Heidi Petzoldt gelegt. Da er aus Altersgründen keine Zeitschriften mehr herausgeben wollte, wurde diese Zeitschrift Ende 2015 mit dem 35. Jahrgang eingestellt. Redaktion und Verlag der Sächsischen Heimatblätter hat Gumnior mit dem 61. Jahrgang (2015) an die Historiker Matthias Donath und Lars-Arne Dannenberg übergeben. Den Redaktionsbeiräten der Erzgebirgischen und Sächsischen Heimatblätter gehört er weiterhin an.
Er lebt in Chemnitz.